# Andria di Anfusu
Andria di Anfusu (Messina, 1340 circa – Lentini, dopo il 1416) è stato un poeta, notaio e giudice italiano.